# Провулок Коцюбинського (Мелітополь)
Провулок Коцюбинського — провулок в Мелітополі на Червоній Гірці. Йде від 2-го провулка Некрасова до вулиці Олеся Гончара.

## Назва
Провулок названий на честь українського письменника Михайла Коцюбинського.

## Історія
До 1929 року провулок називався провулком Троцького.
17 червня 1929 року був перейменований на провулок Коцюбинського.